# Torre de marfim

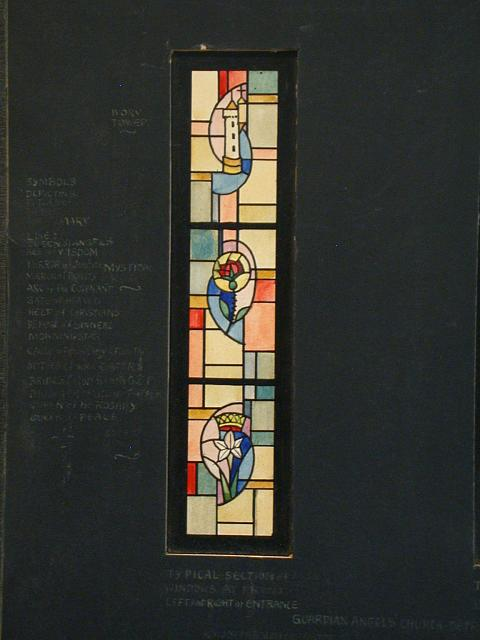
Vitral moderno com os símbolos Marianos (a flor-de-lis coroada, a rosa mística e a torre de marfim) na igreja do Anjo da Guarda em Detroit, EUA.

A expressão Torre de Marfim designa um mundo ou atmosfera onde intelectuais se envolvem em questionamentos desvinculados das preocupações práticas do dia-a-dia. Como tal, tem uma conotação pejorativa, indicando uma desvinculação deliberada do mundo cotidiano; pesquisas esotéricas, superespecializadas ou mesmo inúteis, e elitismo acadêmico. No inglês estadunidense, o uso comum da expressão ivory tower ("torre de marfim") designa o mundo acadêmico das instituições de ensino superior e universidades.

## Uso religioso

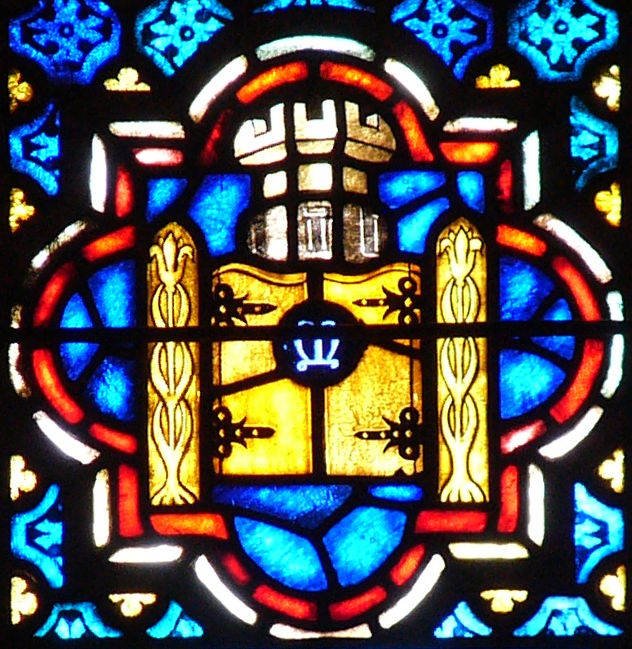
photograph of stained glass window in St. Ignatius Church, Chestnut Hill, Massachusetts by John Workman

Na tradição judaico/cristã, a expressão Torre de Marfim é um símbolo de nobre pureza. Originou-se no Cântico dos Cânticos (7:4) ("Seu pescoço é como uma torre de marfim") e foi acrescentado aos epítetos de Maria na Ladainha de Nossa Senhora do século XVI ("torre de marfim", em latim, Turris eburnea).
A imagem é bíblica e embora a expressão raramente seja usada em sentido religioso, é creditada como tendo inspirado o significado moderno. Hoje, torre de marfim geralmente descreve um espaço metafísico de solidão e santidade desvinculado das realidades cotidianas, onde certos escritores idealistas sonham e mesmo onde supostamente residem alguns cientistas. Na Odisseia (XIX.560) são reconhecidos dois tipos de sonhos, ao sair do reino de Morfeu: sonhos verdadeiros saem pela Porta de Chifre e sonhos falsos saem pela Porta de Marfim. Virgílio descreveu a imagem sucintamente:
Há duas portas do sono. Uma é feita de chifre, que dá passagem fácil às sombras da verdade; a outra, de marfim refulgente de alvura, permite que os falsos sonhos ascendam aos céus. (Eneida VI.893-896)

## Uso moderno
O primeiro uso moderno da expressão "torre de marfim" no sentido familiar de um sonhador que não se preocupa com problemas mundanos, pode ser encontrado num poema de 1837 por Charles Augustin Sainte-Beuve, um crítico literário e autor francês, que usou o termo "tour d'ivoire" para descrever a atitude poética de Alfred de Vigny em contraste com o mais socialmente engajado Victor Hugo (ref. Quinion). Em Oxford, a aparência das Torres Hawksmoor, torres gêmeas neo-góticas de um branco cremoso no All Souls College, a única instituição de pesquisa pura em Oxford, tipifica a "torre de marfim" da Academia. Na George Washington University, em Washington DC um edifício residencial construído em 2004 foi batizado de "Ivory Tower" decisão criticada por alguns docentes da GWU pela ironia auto-referente de se dar a um dormitório tal apelido.
The Ivory Tower foi o último romance de Henry James, começado em 1914 e deixado inacabado quando de sua morte, dois anos depois. Paralelamente à própria desencorajadora experiência de James nos Estados Unidos, após vinte anos de ausência, ele registra o efeito de um norte-americano idealista de alta classe voltando ao vazio vulgar da Gilded Age. "Você vê todos aqui tão asquerosamente ricos," diz seu herói. Assim, existem dois significados conjugados: a zombaria de um sábio distraído e a admiração por alguém que é capaz de devotar todos os seus esforços por uma nobre causa (daí o "marfim", um material nobre mas inviável como material de construção). A expressão tem um tipo de travo negativo hoje em dia, sendo a implicação que os especialistas estão de tal forma imersos em seus campos científicos que frequentemente não encontram uma "lingua franca" com os leigos fora de suas "torres de marfim". Outrossim, este problema é frequentemente ignorado e em vez de buscar ativamente uma solução, alguns cientistas simplesmente aceitam que mesmo pessoas educadas não os podem compreender e vivem em isolamento intelectual.